# Sfia Bouarfa
Pour les articles homonymes, voir Bouarfa.
 (août 2010).
Si vous disposez d'ouvrages ou d'articles de référence ou si vous connaissez des sites web de qualité traitant du thème abordé ici, merci de compléter l'article en donnant les références utiles à sa vérifiabilité et en les liant à la section « Notes et références ».
Sfia Bouarfa, née le 14 octobre 1950 à Jerada, est une femme politique belge d'origine marocaine. Députée régionale bruxelloise, ancienne sénatrice de communauté sous la bannière du Parti socialiste, elle est assistante sociale, licenciée en sciences du travail.

## Biographie
Son père, décédé, était mineur syndicaliste au Maroc. Après avoir obtenu un baccalauréat en littérature, Sfia Bouarfa part en Belgique où elle fait des études sociales avant d'entamer des études à l'université catholique de Louvain.
Elle décide de porter son combat sur la place publique : contre le racisme, pour l'égalité homme-femme, pour les étrangers en situation irrégulière, pour les SDF... Elle est fondatrice de l'asbl Média femmes internationales et du 1er comité de soutien aux étrangers en situation irrégulière.
Connue pour son soutien au président vénézuélien Hugo Chávez, pour le peuple cubain où elle compte de nombreux amis dont la fille du Che. Ses principales propositions législatives touchent en particulier le droit d'asile et l'immigration, mais aussi la lutte contre l’échec scolaire. Elle est également à l'origine d'une proposition de loi sur la suppression du pointage pour les chômeurs.

## Fonctions
- Sénatrice de communauté de 2001 au 2 juillet 2009
- Parlementaire de la Région de Bruxelles-Capitale depuis 1995 à 2014
  - Parlementaire de la Communauté française depuis 1995 à 2009.
  - Parlementaire de la Commission communautaire commune (COCOM)
  - Parlementaire de la Parlement francophone bruxellois, organe législatif de la Commission communautaire française (Cocof)
- Conseillère communale à Schaerbeek : 1994 - 2012

## Décoration
- Officier de l'ordre de Léopold (2014)[3]